# La strega annoiata
La strega annoiata (La bruixa avorrida/La bruja aburrida) è una serie televisiva a cartoni animati spagnolo, ed è uno spin-off di Tre gemelle e una strega; le gemelle non compaiono in questa serie.

## Doppiaggio
| Personaggio     | Doppiatore originale | Doppiatore italiano   |
| --------------- | -------------------- | --------------------- |
| Strega annoiata | Rosario Cavallé      | Graziella Polesinanti |
| Ciuffetta       | María Pilar Quesada  | Antonella Baldini     |
| Amorella        | Licia Alonso         | Maura Cenciarelli     |